# MSDOS.SYS
MSDOS.SYS는 MS-DOS와 윈도우 9x 시스템에서 중요한 시스템 파일이다. IO.SYS가 시동된 뒤에 이 파일을 실행한다. MS-DOS에서, 도스 커널을 위한 운영 체제의 중심 코드를 포함하고 있다. 윈도 9x 시스템에서 도스 커널 코드는 IO.SYS로 병합되어 있으며, MSDOS.SYS는 아스키 파일로서 구성 제어 정보를 포함하고 있다.
기본적으로 이 파일은 시동할 수 있는 드라이브의 루트에 위치해 있으며 (보통 C:\), 특성이 숨김, 읽기 전용, 시스템 파일로 설정이 되어 있다.
IBM-DOS와 PC-DOS 시스템들은 같은 목적으로 IBMDOS.COM를 사용한다.
윈도우 NT 기반의 시스템들 (NT 3.1-4, 2000 and XP)은 NTLDR 파일과 같은 다른 시동 시퀀스를 가지고 있기 때문에 이 파일을 사용하지 않는다.

## 같이 보기
- IO.SYS
- COMMAND.COM